# Dasysphinx buckleyi
Dasysphinx buckleyi är en fjärilsart som beskrevs av Druce 1883. Dasysphinx buckleyi ingår i släktet Dasysphinx och familjen björnspinnare. Inga underarter finns listade i Catalogue of Life.